# Abas (cidade)
Abas ou Abae é uma cidade da Grécia Antiga onde se abrigava um dos Oráculos de Apolo, Abaeus, um dos muitos consultados por Croesus, rei da Lydia, e Mardonius, entre outros.
Localizada em uma região sagrada chamada Fócida, entre a Tessália e a Beócia, região esta que também abrigava o Parnaso e o Templo de Delfos. Pilhada pelos persas, foi parcialmente restaurada pelo imperador Adriano.
Segundo a mitologia grega, o fundador da cidade foi Abas, filho de Linceu.